# KUROKO-黒衣-
『KUROKO-黒衣-』（くろこ）は、高橋葉介による日本の漫画作品。『週刊少年チャンピオン』（秋田書店）にて、2000年43号から2001年35号まで連載された。単行本は全4巻。

## 概要
黒衣と呼ばれる特殊な衣服を身に着けた主人公達が怪異に立ち向かう。劇中で、同作者が2000年まで同誌で連載していた『学校怪談』のアフターワールドであることが明らかになる。また、この作品のさらなるアフターワールドを描いた作品も存在している。

## 主な登場人物
峠真紅郎（とうげ しんくろう）
主人公。妹を助けるために、黒衣を纏い憑き物落としに励む。普段は高校生。おばば・紫奈乃との3人暮らし。
表黒衣の血を引いており、黒衣としては特に強力な超能力を持っているが、コントロールは出来ていない。
地球が再構成された後は黄華から取り除かれた「力」を与えられ、世界の外に在る「黒衣」として憑き物落しを続けている。
黒神紫奈乃（くろがみ しなの）
黒衣の血を引く超能力者で、真紅郎と共に黒衣を纏い憑き物落としに励む。
能天気でドジ。学校など公の場では真紅郎の従妹と言うことになっている。
幼いころからおばばと2人きりで憑き物落としの旅をしており、峠家にやって来て初めて定住することができた。
前述の通り能天気な性格であっけらかんと過去の苦労話をする為「聞いている方がブルーになる」。
地球が再構成された後は真紅郎と共に世界の外に在る「黒衣」として憑き物落しを続けている。
おばば
真紅郎の師匠で、黄華が暴走事故を起こしたことで峠家に呼び寄せられた。実態は居候だが、いつの間にか家主気取りで預金通帳を握っているなど図々しい。
非常に強力な能力者で、峠家の地下で黄華の力を抑えているが、屋敷から離れることができない。
紫奈乃との関係は実は正確に語られたことはない。
杉下ミドリ（すぎした ミドリ）
オカルト雑誌『月刊フォークロア』の編集。取材先で度々真紅郎達とニアミスする。オカルト雑誌の記者ではあるが「読者を楽しませること」と「真実を知らしめること」というマスコミ記者として高潔な信念と精神を持つ女性。
後に荒松の担当となったことで彼の原稿を託され、自らの街に巻き起こっている危険事態を知り、身を隠す。同時に編集部が爆破され金牙から危険人物として狙われる。最後に弟に逃亡するよう最期の忠告をするために家に戻るとともに自宅のパソコンから荒松の原稿と裏付資料を世界中のマスコミおよびネットワークへ送信。上の組織と金牙たちが行っていることを衆目に晒すことに成功する。しかし送信によって居場所を察知され（それを見越したうえでの文字通り報道に命をかけた記者としての捨て身の送信行動でもあった）金牙に吸収される。
杉下志郎（すぎした しろう）
ミドリの弟で、真紅郎の同級生。紫奈乃にアプローチしているが、いつも有耶無耶のうちに事件に巻き込まれる。終盤では姉の忠告通りに別々に逃亡を図るも、姉を見捨てる事が出来ずに姉を追い、その最期の現場に居合わせ、姉もろともに金牙に吸収される。
芝田もえぎ（しばた もえぎ）
真紅郎の同級生。陸上部に所属しており、マラソン大会の代表に選ばれるほど。真紅郎が気になるらしい。
黒衣の隠密機能や記憶消去の影響を受けない人間。茶太郎と言う兄がいる。
黒神銀河（くろがみ ぎんが）
黒衣の一族出身の能力者。兄と共に黄華の力を狙う。
黒神金牙（くろがみ きんが）
黒衣の一族の能力者。黄華の力を狙い、世界全体を作り変えようとしている。とある人物の血筋を感じさせる青年。
実は名無しの神の影響下にあり、本人はそうと気付かずに名無しの神を解放しようとしている。
黒衣のオヤジ
罠にはめられ、陰置村に閉じ込められた裏黒衣の生き残り。
同じように村にやって来た真紅郎たちに、黒衣を取り巻く状況を説明した。「黒衣の道」を完成させるために真紅郎たちと対立したが、紫奈乃を助けようとした際に崖から転落、自らが最後の道になることを望んで死んだ。
作者に名前を付けるのを忘れられた。
支配人
金牙銀河兄妹の父親。
ある目的のために金牙を鍛え上げたが、銀河の力を吸い取ろうとしたところを金牙に目撃され、彼により力を吸い取られる。
命までは奪われず、黒神家の持ち物であるホテルの支配人としてホテル内に留まり逆襲のチャンスを窺っている。
荒松健太郎（あらまつ けんたろう）
『月刊フォークロア』に原稿を発表している作家。
黒衣に関する情報を公表しようとしたために金牙の襲撃を受け、爆殺される。しかし襲撃直前に杉下ミドリと接触。自らの原稿を裏付資料と共にミドリに託していた。
モデルは作家の朝松健。本人の希望により残酷な最期を遂げた。
編集長
杉下らの上司で、『月刊フォークロア』を編集している。
荒松の動きを知った金牙により、編集部の建物や他の編集部員ごと爆殺された。
蘇芳巴（そおう ともえ）
峠家の周囲を調査していた探偵。
真紅郎によって数回記憶を消されているが、そのことに気付くとかえって意固地になって峠家の調査を行うようになった。
荒松の情報源で、その活動を知った金牙に襲われ吸収された。
サングラスの男
“集会”の主催。更に上の組織の使い走りであった。
総理
“集会”の参加者だったらしく、峠家のおかげで現在の地位を得た。
地下鉄事件などの大きな事件で真紅郎に便宜をはかっているらしい。
峠黄華（とうげ きっか）
真紅郎の妹で、峠家の繁栄を支えていた巫女。
未来予知と言うその能力には政財界の重鎮までもが頼っていたが、実は名無しの神と交信する事で未来を予測していた。人間に興味を持った名無しの神側からのアプローチによって暴走してしまった。 暴走には黄華自身の感情も関わっており、長く我慢のし通しだった黄華の「我が儘（お兄ちゃんと一度本気のケンカがしたい）」という気持ちがあった。
地球が再構成された後は「力と記憶」を失い、杉下家の末妹として暮らした。
名無しの神
ひたすら情報の収集のみを目的として宇宙を彷徨う存在で、黄華を通じて地球や地球人に興味を持ち、全てを取り込もうとしている。
黄華はその膨大な過去情報を元に、正確な未来を予測していた。文字通り生きている者も含めた地球そのものを吸収するが真紅郎と黄華のケンカを見て「感情」というものも理解し、吸収したデータから地球を再構成して去っていった。

## 用語
黒衣（くろこ）
遥か太古の時代に人間とモノノケとが交わって生まれた存在の末裔で、超能力を持つ。その歴史の中で表黒衣と裏黒衣に別れた。黒衣同士の横の繋がりは希薄で、真紅郎もおばば達が訪れるまでは自分が黒衣の血を引く者であることを知らなかった。彼ら自身が特殊な存在であり、本来は超能力を発揮するために特別な衣装などは必要ないらしい。
黒衣（衣装）
特殊な衣装。装着すると超人的な身体能力を得られ、数々の超能力を発揮できるようになるが、限られた血筋の者にしか扱うことはできない。資格のない者が無理に着用すれば身体にダメージを受けることなる。訓練した術者が装着すれば、水中だろうと宇宙だろうと問題なく能力を発揮できるとされる。
面垂れまできちんと装着している間は隠密機能が働き、目の前にいる人間にも気付かれない。また、掌のマークを見せることで、他人の記憶を消すことができる。ただし、一部の人間には能力が効かない場合があり、また隠密機能に関しては本当に透明になったわけではないため、カメラには映ってしまう。
元々は黒衣とは単なる儀式上の着衣でしかなく、それ自体には特別な能力はなかった。黒衣の血筋の者の秘められた能力を解放するための道具の1つでしかなかった黒衣だったが、何百年も使い続けられるうちに衣装自体にも特別な力が宿るようになった。
面垂れや手袋の目玉模様は、衣服や覆面に描くだけでも物の怪除けの「まじない」になるが、これも黒衣と同じく身に着けた者の「力」を引き出すキーにすぎない。
表黒衣（おもてくろこ）
黒衣の一族の者のうち、表の世界を志向した勢力である。時の権力者のために力を使い、未来予知などで重宝された。元々黒衣の一族には横の連携が乏しいことも手伝い、現代ではその子孫の多くは自分の出自を知らずに暮らしている。権力者から頼りにされつつも疎まれるためか近親婚を繰り返しているらしく、裏黒衣より濃く血が受け継がれている。
裏黒衣（うらくろこ）
身分を隠して憑き物落としなどをしながら、昔ながらの生活をしている黒衣の一族。表黒衣のように権力者達に臣従しなかったために、その力を恐れられ粛清された。粛清のための装置は未だに生きているため、現代ではほとんど生き残っていない。
陰置村（かげおきむら）
裏黒衣を絶滅するために作られた村。超自然的な力により、黒衣の血を引く者は村から出ることができない（中に入ってしまえば、例え表黒衣の者でも脱出できなくなる）。裏黒衣の多くがこの村に誘い込まれ、脱出できずに天寿を全うしていった。普通の人間は出入りできるので、定期的に生活物資は届けられており、中の住人も生活できている。

## 関連作品
学校怪談
本作品の前日譚に相当する。
リセット
『悪夢交渉人』に収録。名無しの神が地球を取り込んだ後の世界を描いている。名無しの神は一度地球を取り込んだ後、得た情報を元に地球のコピーを正確に生成して去っていったが、彼にはフィクションと現実の区別がついていなかったため、一部の架空存在までをも現実に生成してしまっていた。その影響で、場合によっては人間の個人の妄想までもが具現化してしまうことがあり、その処理は役所が行っていた。
この世界の常人は、「妄想体」の存在に気付いていないか、目にしても全く違和感を覚えていない。一部の「覚醒者」だけが、世界の異変を知覚している。
登場人物
修正者
主人公。修正局に勤める、「妄想体」を駆除する役割を担った公務員。安定した生活にこだわっている。名前は不明。
ちあき
この世界が偽の世界であることに気付いてしまった「覚醒者」。
妄想体
「名無しの神」の不手際により、個人の妄想が実体化してしまうようになったことによって世を騒がすようになった存在。生み出した人物の価値観が行動原理を占めているため、案外まともな価値観を持っていたり、現実的な意思の疎通が可能だったりする。役所が駆除を請け負っている。

## 単行本
1. 2001年3月発売 ISBN 4-253-05991-0
2. 2001年6月発売 ISBN 4-253-05992-9
3. 2001年7月発売 ISBN 4-253-05993-7
4. 2001年9月発売 ISBN 4-253-05994-5